# Паул Ван Химст
Паул Ван Химст (на нидерландски: Paul Van Himst) е белгийски футболист и треньор.
Той е роден на 2 октомври 1943 година в Синт Пийтерс Леу край Брюксел. От ранна възраст тренира футбол в РСК Андерлехт, а от 1959 година участва в професионалния отбор, с който печели осем национални титли и вкарва 233 гола в 457 мача. След 1975 година се състезава за кратко в Моленбек и Ендрахт Алст, след което е треньор на РСК Андерлехт (1983 – 1986), Моленбек (1987 – 1988) и националния отбор (1991 – 1996).